# Port de Melbourne
Le port de Melbourne est le port le plus important d'Australie tant en ce qui concerne le trafic de conteneurs que le tonnage général. Il est situé à l'embouchure du Yarra, en aval du Bolte Bridge. 
Il contribue au transport en Australie.

## Histoire
De juillet 2003 à septembre 2016, le port de Melbourne est géré par Port of Melbourne Corporation, une entreprise publique créée par l'État de Victoria. 
En septembre 2016, la Port of Melbourne Coroporation est privatisée avec la création d'une concession de 50 ans pour environ 9,7 milliards de dollars australiens, soit 6,7 milliards d'euros. Cette concession est ainsi détenue par un consortium composé du fonds souverain chinois, la China Investment Corporation, du fonds souverain australien, le Australian Government Future Fund et d'un fonds canadien, l'OMERS, ainsi que 4 autres fonds de moindre envergure : le fonds de l’État du Queensland et les fonds privés Global Infrastructure Partners, Calpers et NTS.